# Chevrolet Monza (Ameryka Północna)
Chevrolet Monza – samochód osobowy klasy kompaktowej produkowany pod amerykańską marką Chevrolet w latach 1974 – 1980.

## Historia i opis modelu

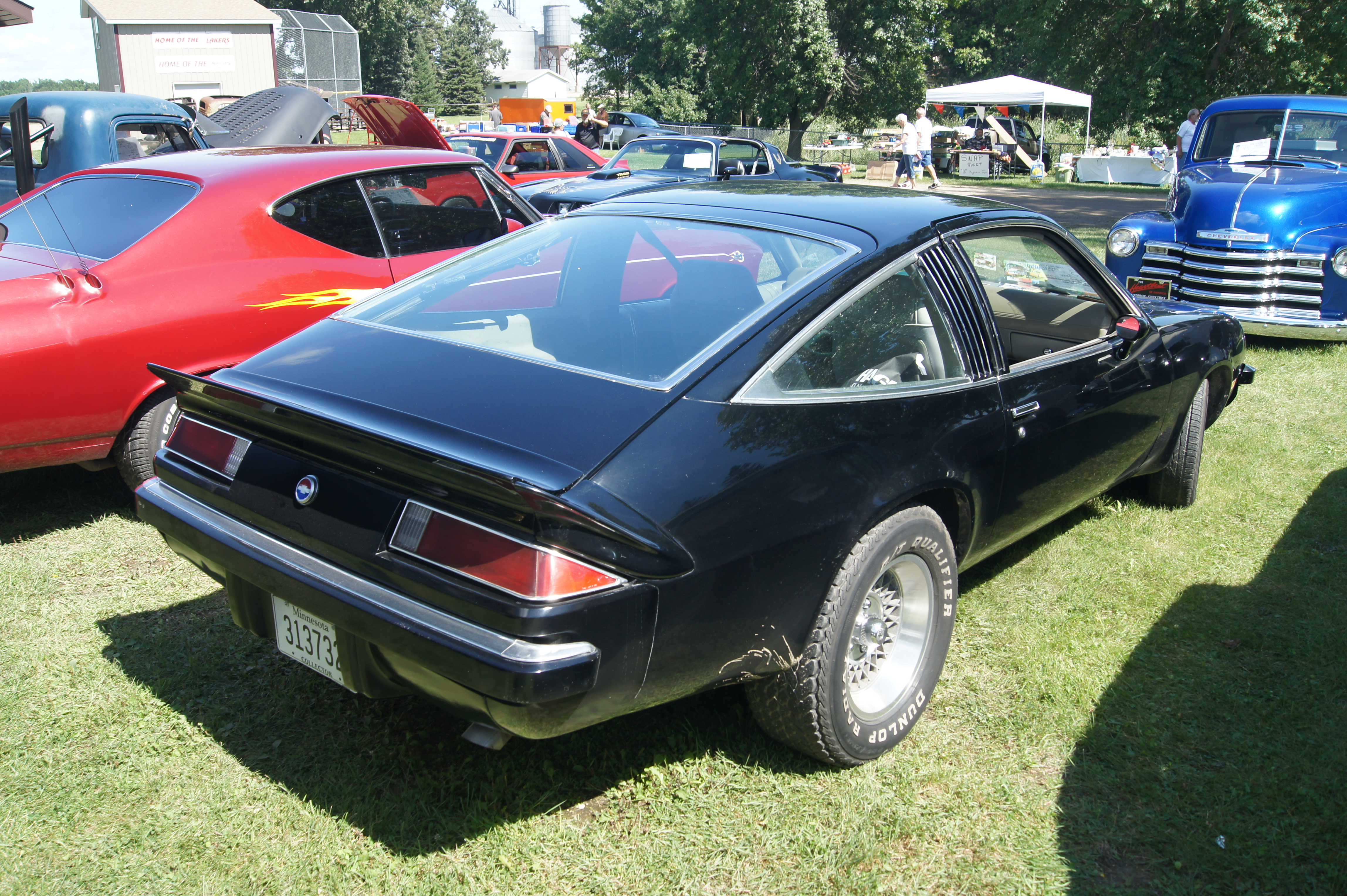
Chevrolet Monza - tył

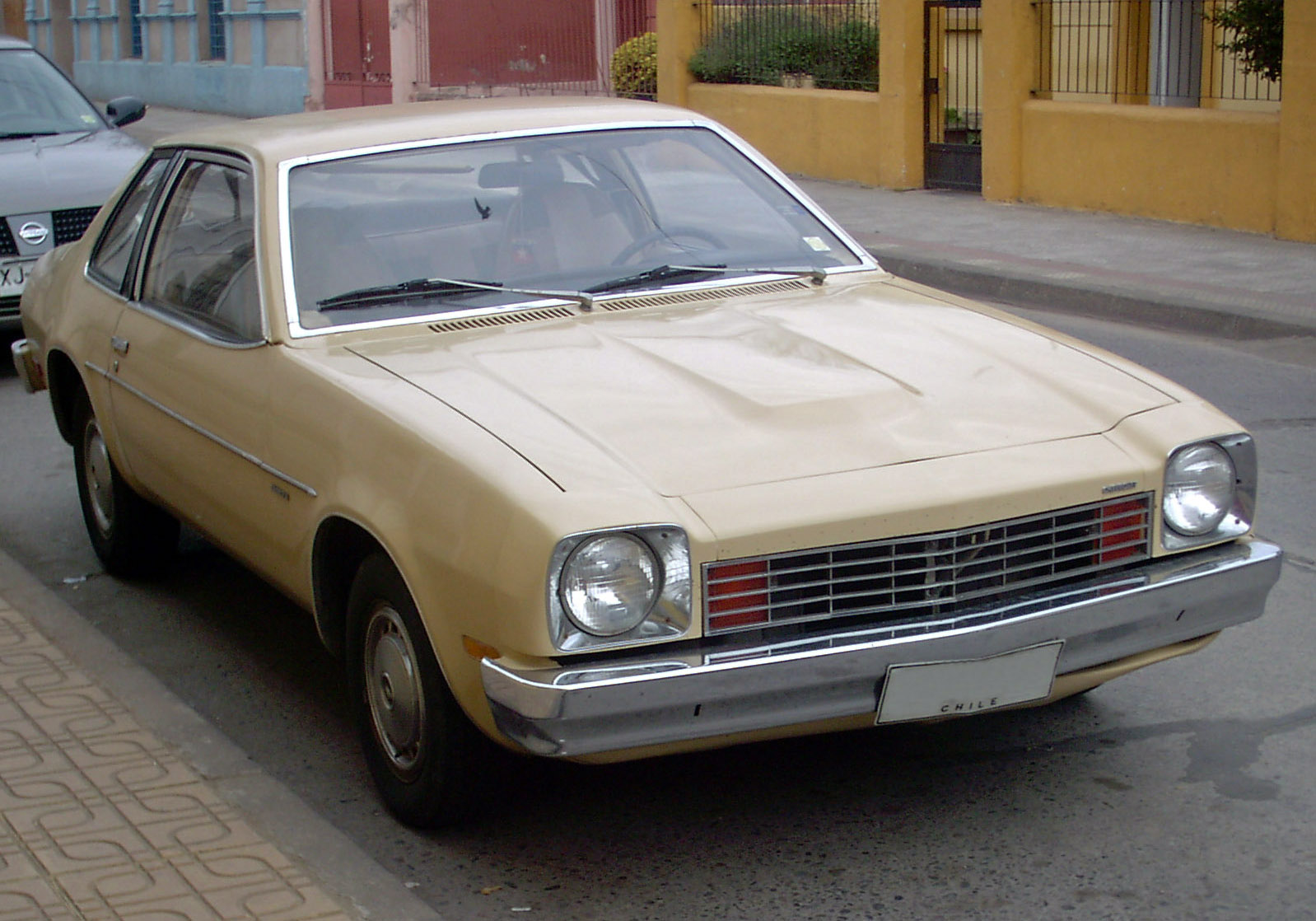
Chevrolet Monza Coupe po pierwszym liftingu

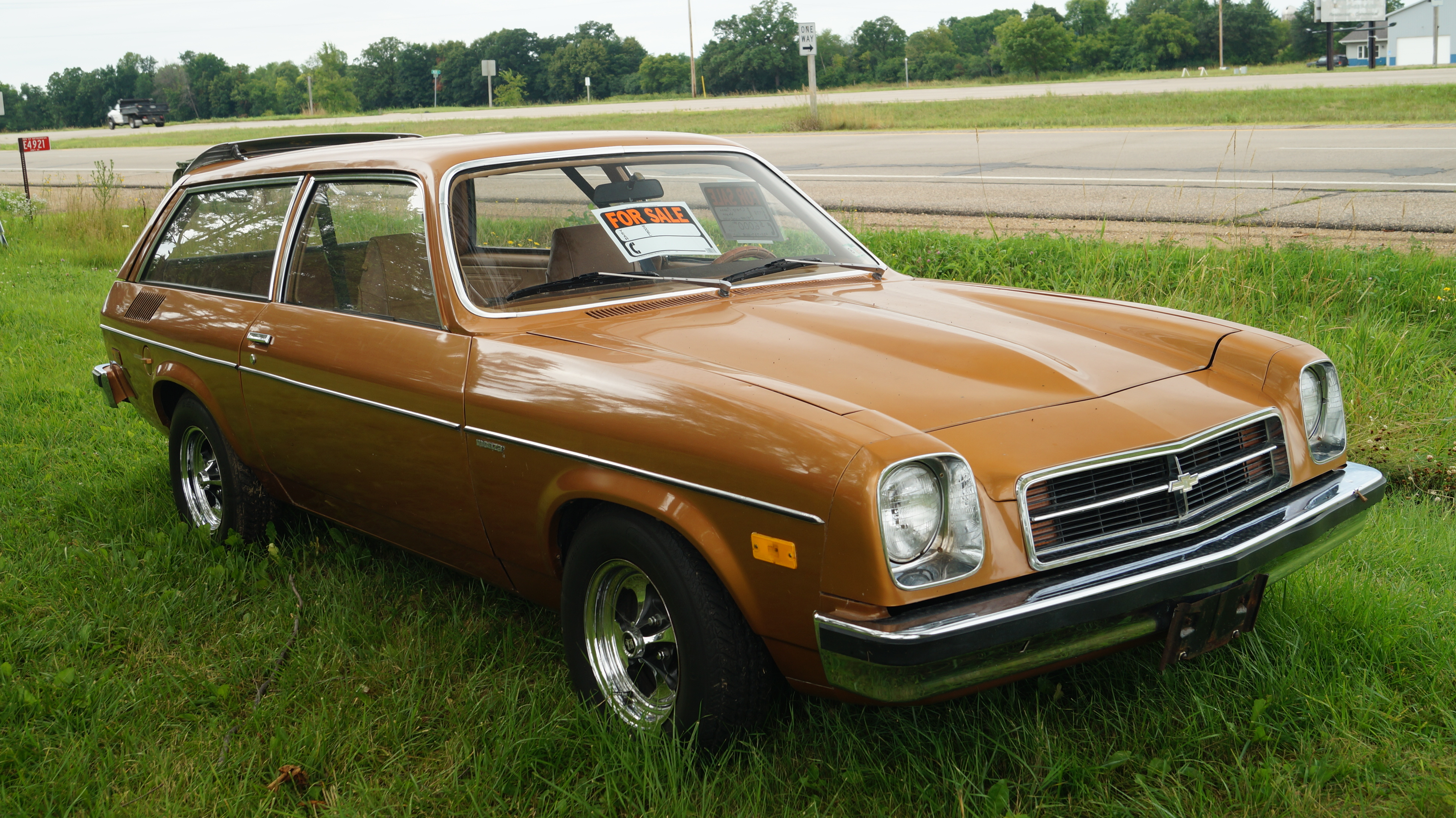
Chevrolet Monza Kombi po drugim liftingu

W 1974 roku Chevrolet przedstawił nowy, kompaktowy model będący przestronniejszą alternatywą dla podobnej wielkości i technicznie spokrewnionej Vegi. Podobnie jak ona, Chevrolet Monza oparty został na platformie H-body, trafiając do oferty w trzech wariantach nadwoziowych. Równolegle na rynek trafiły bliźniacze modele Buicka, Oldsmobile i Pontiaka.
Pod kątem technicznym od modelu Vega Monza zaadaptowała także bazowy silnik R4 2.3. Monza 2+2 przygotowana na rok 1975 miała być dostępna z silnikiem Wankla konstrukcji General Motors, jednak z powodu wysokiego zużycia paliwa oraz emisji spalin zastosowano silnik V8 4.3.

### Lifting
Podczas 6-letniej obecności na rynku Chevrolet Monza przeszedł dwie modernizacje, które przyniosły głównie zmiany w wyglądzie pasa przedniego, kształcie błotników i reflektorów. Pierwsze zmiany pojazd przeszedł w 1976 roku, z kolei kolejne - dwa lata później, w 1978 roku.

### Dane techniczne (2.3)
- R4 2,3 l (2287 cm³), 2 zawory na cylinder, SOHC
- Układ zasilania: gaźnik
- Średnica cylindra × skok tłoka: 88,93 × 92,07 mm
- Stopień sprężania: 8,0:1
- Moc maksymalna: 79 KM (58 kW) przy 4200 obr./min
- Maksymalny moment obrotowy: 163 N·m przy 2000 obr./min

### Dane techniczne (4.3)
- V8 4,3 l (4301 cm³), 2 zawory na cylinder, OHV
- Układ zasilania: gaźnik
- Średnica cylindra × skok tłoka: 93,24 × 78,74 mm
- Stopień sprężania: 8,5:1
- Moc maksymalna: 112 KM (82 kW) przy 3600 obr./min
- Maksymalny moment obrotowy: 264 N·m przy 2000 obr./min

## Literatura
- Flammang, James M. & Kowalke, Ron, Standard Catalog of American Cars: 1976-199, 3rd Edition (Iola, Wisconsin: Krause Publications, 1999)
- Gunnell, John, Standard Catalog of American Cars: 1946-1975, Revised 4th Edition (Iola, Wisconsin: Krause Publications, 2002)